# Henry J. Wood

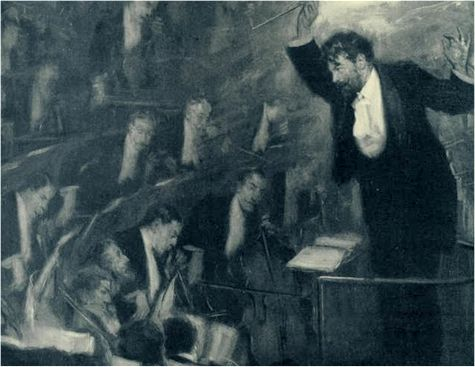
Henry J. Wood în 1908

Sir Henry Joseph Wood (n. 3 martie 1869 – d. 19 august 1944) a fost un dirijor englez, cea mai cunoscuta acțiune a lui fiind colaborarea la serile anuale de concerte-promenade din Londra, numite și baluri.
El i-a dirijat (pe membrii orchestrei de concerte-promenade) aproape o jumătate de secol.